# M6 Music Rock
M6 Music Rock è stata un'emittente televisiva musicale francese interamente dedicata alla musica rock e metal degli anni '80 e '90, trasmettendo soprattutto videoclip musicali, intervallati da speciali d'approfondimento ed interviste.
Assieme a M6 Music Hits e M6 Music Black, completava il panorama delle televisioni musicali offerte da M6, seconda televisione privata francese.
L'emittente ha cessato le trasmissioni il 20 gennaio 2009, ed è stata sostituita da M6 Music Club.

## Emittenti concorrenti
- Mtv Pulse France
- Virgin 17